# Marko Dyga
Marko Dyga (* 21. Februar 1924 in Hindenburg/Oberschlesien; † 26. Februar 2005 in Hammelburg) war ein Politiker der CSU.
Der gebürtige Schlesier fand nach dem Zweiten Weltkrieg in Hammelburg in Unterfranken eine neue Heimat. Dort engagierte er sich politisch in der CSU. Für die Partei zog er zunächst in Hammelburg in den Stadtrat ein und später auch in den Kreistag. 1978 wurde er im Landkreis Bad Kissingen, zu dem Hammelburg seit 1972 gehörte, zum Landrat gewählt. Er bekleidete diese Position zwei Amtsperioden lang bis 1990. Danach durfte er altersbedingt nicht mehr kandidieren.